# Mexer
Mexer, pseudonimo di Edson André Sitoe (Maputo, 8 settembre 1988), è un calciatore mozambicano, difensore del Bandırmaspor e della nazionale mozambicana.

## Carriera

### Club
Ha giocato nella prima divisione mozambicana, in quella portoghese ed in quella francese, oltre che nella seconda divisione turca.

### Nazionale
Ha esordito in nazionale nel 2007; nel 2010 e nel 2023 ha partecipato alla Coppa d'Africa.

## Statistiche

### Cronologia presenze e reti in nazionale
| Cronologia completa delle presenze e delle reti in nazionale ― Mozambico | Cronologia completa delle presenze e delle reti in nazionale ― Mozambico | Cronologia completa delle presenze e delle reti in nazionale ― Mozambico | Cronologia completa delle presenze e delle reti in nazionale ― Mozambico | Cronologia completa delle presenze e delle reti in nazionale ― Mozambico | Cronologia completa delle presenze e delle reti in nazionale ― Mozambico | Cronologia completa delle presenze e delle reti in nazionale ― Mozambico | Cronologia completa delle presenze e delle reti in nazionale ― Mozambico |
| Data                                                                     | Città                                                                    | In casa                                                                  | Risultato                                                                | Ospiti                                                                   | Competizione                                                             | Reti                                                                     | Note                                                                     |
| ------------------------------------------------------------------------ | ------------------------------------------------------------------------ | ------------------------------------------------------------------------ | ------------------------------------------------------------------------ | ------------------------------------------------------------------------ | ------------------------------------------------------------------------ | ------------------------------------------------------------------------ | ------------------------------------------------------------------------ |
| 29-9-2007                                                                | Pretoria                                                                 | Zambia                                                                   | 3 – 0                                                                    | Mozambico                                                                | Coppa COSAFA 2007                                                        | -                                                                        |                                                                          |
| 27-7-2008                                                                | Secunda                                                                  | Botswana                                                                 | 0 – 2                                                                    | Mozambico                                                                | Coppa COSAFA 2008                                                        | -                                                                        |                                                                          |
| 30-7-2008                                                                | Bushbuckridge                                                            | Madagascar                                                               | 1 – 2                                                                    | Mozambico                                                                | Coppa COSAFA 2008                                                        | -                                                                        |                                                                          |
| 20-8-2008                                                                | Matola                                                                   | Mozambico                                                                | 3 – 0                                                                    | eSwatini                                                                 | Amichevole                                                               | -                                                                        | Ingresso                                                                 |
| 11-2-2009                                                                | Matola                                                                   | Mozambico                                                                | 2 – 0                                                                    | Malawi                                                                   | Amichevole                                                               | -                                                                        | Ingresso                                                                 |
| 12-8-2009                                                                | Matola                                                                   | Mozambico                                                                | 1 – 0                                                                    | eSwatini                                                                 | Amichevole                                                               | -                                                                        |                                                                          |
| 6-9-2009                                                                 | Maputo                                                                   | Mozambico                                                                | 1 – 0                                                                    | Kenya                                                                    | Qual. Mondiali 2010                                                      | -                                                                        |                                                                          |
| 11-10-2009                                                               | Abuja                                                                    | Nigeria                                                                  | 1 – 0                                                                    | Mozambico                                                                | Qual. Mondiali 2010                                                      | -                                                                        |                                                                          |
| 25-10-2009                                                               | Harare                                                                   | Malawi                                                                   | 0 – 1                                                                    | Mozambico                                                                | Coppa COSAFA 2009                                                        | -                                                                        |                                                                          |
| 29-10-2009                                                               | Bulawayo                                                                 | Mozambico                                                                | 1 – 2                                                                    | Zambia                                                                   | Coppa COSAFA 2009                                                        | -                                                                        |                                                                          |
| 14-11-2009                                                               | Maputo                                                                   | Mozambico                                                                | 1 – 0                                                                    | Tunisia                                                                  | Qual. Mondiali 2010                                                      | -                                                                        |                                                                          |
| 6-1-2010                                                                 | Bloemfontein                                                             | Gabon                                                                    | 1 – 0                                                                    | Mozambico                                                                | Amichevole                                                               | -                                                                        |                                                                          |
| 12-1-2010                                                                | Maputo                                                                   | Mozambico                                                                | 2 – 2                                                                    | Benin                                                                    | Coppa d'Africa 2010 - 1º turno                                           | -                                                                        | 60’                                                                      |
| 16-1-2010                                                                | Benguela                                                                 | Mozambico                                                                | 0 – 2                                                                    | Egitto                                                                   | Coppa d'Africa 2010 - 1º turno                                           | -                                                                        |                                                                          |
| 8-6-2010                                                                 | Johannesburg                                                             | Mozambico                                                                | 0 – 3                                                                    | Portogallo                                                               | Amichevole                                                               | -                                                                        | 88’                                                                      |
| 5-9-2010                                                                 | Maputo                                                                   | Mozambico                                                                | 0 – 0                                                                    | Libia                                                                    | Qual. Coppa d'Africa 2012                                                | -                                                                        |                                                                          |
| 27-3-2011                                                                | Maputo                                                                   | Mozambico                                                                | 0 – 2                                                                    | Zambia                                                                   | Qual. Coppa d'Africa 2012                                                | -                                                                        | 46’                                                                      |
| 11-11-2011                                                               | Moroni                                                                   | Comore                                                                   | 0 – 1                                                                    | Mozambico                                                                | Qual. Mondiali 2014                                                      | -                                                                        |                                                                          |
| 15-11-2011                                                               | Maputo                                                                   | Mozambico                                                                | 4 – 1                                                                    | Comore                                                                   | Qual. Mondiali 2014                                                      | -                                                                        |                                                                          |
| 29-2-2012                                                                | Dar es Salaam                                                            | Tanzania                                                                 | 1 – 1                                                                    | Mozambico                                                                | Qual. Coppa d'Africa 2013                                                | -                                                                        |                                                                          |
| 26-5-2012                                                                | Würzburg                                                                 | Mozambico                                                                | 1 – 0                                                                    | Namibia                                                                  | Amichevole                                                               | -                                                                        |                                                                          |
| 1-6-2012                                                                 | Alessandria d'Egitto                                                     | Egitto                                                                   | 2 – 0                                                                    | Mozambico                                                                | Qual. Mondiali 2014                                                      | -                                                                        |                                                                          |
| 10-6-2012                                                                | Maputo                                                                   | Mozambico                                                                | 0 – 0                                                                    | Zimbabwe                                                                 | Qual. Mondiali 2014                                                      | -                                                                        | 46’                                                                      |
| 16-6-2012                                                                | Maputo                                                                   | Mozambico                                                                | 1 – 1                                                                    | Tanzania                                                                 | Qual. Coppa d'Africa 2013                                                | -                                                                        |                                                                          |
| 9-9-2012                                                                 | Maputo                                                                   | Mozambico                                                                | 2 – 0                                                                    | Marocco                                                                  | Qual. Coppa d'Africa 2013                                                | -                                                                        |                                                                          |
| 13-10-2012                                                               | Marrakech                                                                | Marocco                                                                  | 4 – 0                                                                    | Mozambico                                                                | Qual. Coppa d'Africa 2013                                                | -                                                                        | 29’                                                                      |
| 24-3-2013                                                                | Maputo                                                                   | Mozambico                                                                | 0 – 0                                                                    | Guinea                                                                   | Qual. Mondiali 2014                                                      | -                                                                        |                                                                          |
| 5-3-2014                                                                 | Maputo                                                                   | Mozambico                                                                | 1 – 1                                                                    | Angola                                                                   | Amichevole                                                               | -                                                                        |                                                                          |
| 18-5-2014                                                                | Maputo                                                                   | Mozambico                                                                | 5 – 0                                                                    | Sudan del Sud                                                            | Qual. Coppa d'Africa 2015                                                | 1                                                                        |                                                                          |
| 30-5-2014                                                                | Khartoum                                                                 | Sudan del Sud                                                            | 0 – 0                                                                    | Mozambico                                                                | Qual. Coppa d'Africa 2015                                                | -                                                                        |                                                                          |
| 6-9-2014                                                                 | Ndola                                                                    | Zambia                                                                   | 0 – 0                                                                    | Mozambico                                                                | Qual. Coppa d'Africa 2015                                                | -                                                                        |                                                                          |
| 10-9-2014                                                                | Maputo                                                                   | Mozambico                                                                | 1 – 1                                                                    | Niger                                                                    | Qual. Coppa d'Africa 2015                                                | -                                                                        |                                                                          |
| 11-10-2014                                                               | Maputo                                                                   | Mozambico                                                                | 2 – 0                                                                    | Capo Verde                                                               | Qual. Coppa d'Africa 2015                                                | -                                                                        |                                                                          |
| 15-10-2014                                                               | Praia                                                                    | Capo Verde                                                               | 1 – 0                                                                    | Mozambico                                                                | Qual. Coppa d'Africa 2015                                                | -                                                                        |                                                                          |
| 15-11-2014                                                               | Maputo                                                                   | Mozambico                                                                | 0 – 1                                                                    | Zambia                                                                   | Qual. Coppa d'Africa 2015                                                | -                                                                        |                                                                          |
| 19-11-2014                                                               | Niamey                                                                   | Niger                                                                    | 1 – 1                                                                    | Mozambico                                                                | Qual. Coppa d'Africa 2015                                                | -                                                                        |                                                                          |
| 14-6-2015                                                                | Maputo                                                                   | Mozambico                                                                | 0 – 1                                                                    | Ruanda                                                                   | Qual. Coppa d'Africa 2015                                                | -                                                                        |                                                                          |
| 6-9-2015                                                                 | Belle Vue                                                                | Mauritius                                                                | 1 – 0                                                                    | Mozambico                                                                | Qual. Coppa d'Africa 2015                                                | -                                                                        |                                                                          |
| 4-6-2016                                                                 | Kigali                                                                   | Ruanda                                                                   | 2 – 3                                                                    | Mozambico                                                                | Qual. Coppa d'Africa 2017                                                | -                                                                        |                                                                          |
| 3-9-2016                                                                 | Maputo                                                                   | Mozambico                                                                | 1 – 0                                                                    | Mauritius                                                                | Qual. Coppa d'Africa 2017                                                | -                                                                        |                                                                          |
| 10-6-2017                                                                | Ndola                                                                    | Zambia                                                                   | 0 – 1                                                                    | Mozambico                                                                | Qual. Coppa d'Africa 2019                                                | -                                                                        |                                                                          |
| 2-9-2017                                                                 | Maputo                                                                   | Mozambico                                                                | 1 – 1                                                                    | Kenya                                                                    | Amichevole                                                               | -                                                                        | 69’                                                                      |
| 8-9-2018                                                                 | Maputo                                                                   | Mozambico                                                                | 2 – 2                                                                    | Guinea-Bissau                                                            | Qual. Coppa d'Africa 2019                                                | -                                                                        |                                                                          |
| 13-10-2018                                                               | Maputo                                                                   | Mozambico                                                                | 1 – 2                                                                    | Namibia                                                                  | Qual. Coppa d'Africa 2019                                                | 1                                                                        |                                                                          |
| 23-3-2019                                                                | Bissau                                                                   | Guinea-Bissau                                                            | 2 – 2                                                                    | Mozambico                                                                | Qual. Coppa d'Africa 2019                                                | -                                                                        |                                                                          |
| 4-9-2019                                                                 | Belle Vue                                                                | Mauritius                                                                | 0 – 1                                                                    | Mozambico                                                                | Qual. Mondiali 2022                                                      | -                                                                        |                                                                          |
| 10-9-2019                                                                | Maputo                                                                   | Mozambico                                                                | 2 – 0                                                                    | Mauritius                                                                | Qual. Mondiali 2022                                                      | -                                                                        |                                                                          |
| 14-11-2019                                                               | Maputo                                                                   | Mozambico                                                                | 2 – 0                                                                    | Ruanda                                                                   | Qual. Coppa d'Africa 2021                                                | 1                                                                        |                                                                          |
| 18-11-2019                                                               | Praia                                                                    | Capo Verde                                                               | 2 – 2                                                                    | Mozambico                                                                | Qual. Coppa d'Africa 2021                                                | -                                                                        |                                                                          |
| 8-10-2020                                                                | Rio Maior                                                                | Guinea-Bissau                                                            | 1 – 0                                                                    | Mozambico                                                                | Amichevole                                                               | -                                                                        |                                                                          |
| 23-3-2022                                                                | Nouakchott                                                               | Niger                                                                    | 1 – 1                                                                    | Mozambico                                                                | Amichevole                                                               | -                                                                        | Cap.                                                                     |
| 26-3-2022                                                                | Nouakchott                                                               | Mauritania                                                               | 2 – 1                                                                    | Mozambico                                                                | Amichevole                                                               | -                                                                        | 10’                                                                      |
| 2-6-2022                                                                 | Johannesburg                                                             | Mozambico                                                                | 1 – 1                                                                    | Ruanda                                                                   | Qual. Coppa d'Africa 2023                                                | -                                                                        |                                                                          |
| 8-6-2022                                                                 | Cotonou                                                                  | Benin                                                                    | 0 – 1                                                                    | Mozambico                                                                | Qual. Coppa d'Africa 2023                                                | -                                                                        | 33’                                                                      |
| 24-3-2023                                                                | Diamniadio                                                               | Senegal                                                                  | 5 – 1                                                                    | Mozambico                                                                | Qual. Coppa d'Africa 2023                                                | -                                                                        |                                                                          |
| 28-3-2023                                                                | Maputo                                                                   | Mozambico                                                                | 0 – 1                                                                    | Senegal                                                                  | Qual. Coppa d'Africa 2023                                                | -                                                                        | Cap.                                                                     |
| 10-7-2023                                                                | Durban                                                                   | Mozambico                                                                | 0 – 1                                                                    | Lesotho                                                                  | Coppa COSAFA 2023                                                        | -                                                                        |                                                                          |
| 9-9-2023                                                                 | Maputo                                                                   | Mozambico                                                                | 3 – 2                                                                    | Benin                                                                    | Qual. Coppa d'Africa 2023                                                | -                                                                        |                                                                          |
| 16-11-2023                                                               | Maputo                                                                   | Botswana                                                                 | 2 – 3                                                                    | Mozambico                                                                | Qual. Mondiali 2026                                                      | -                                                                        | 46’                                                                      |
| 19-11-2023                                                               | Maputo                                                                   | Mozambico                                                                | 0 – 2                                                                    | Algeria                                                                  | Qual. Mondiali 2026                                                      | -                                                                        |                                                                          |
| 8-1-2024                                                                 | Johannesburg                                                             | Botswana                                                                 | 1 – 0                                                                    | Mozambico                                                                | Amichevole                                                               | -                                                                        | 69’                                                                      |
| 14-1-2024                                                                | Abidjan                                                                  | Egitto                                                                   | 2 – 2                                                                    | Mozambico                                                                | Coppa d'Africa 2023 - 1º turno                                           | -                                                                        |                                                                          |
| 19-1-2024                                                                | Abidjan                                                                  | Capo Verde                                                               | 3 – 0                                                                    | Mozambico                                                                | Coppa d'Africa 2023 - 1º turno                                           | -                                                                        | Cap.                                                                     |
| 22-1-2024                                                                | Abidjan                                                                  | Mozambico                                                                | 2 – 2                                                                    | Ghana                                                                    | Coppa d'Africa 2023 - 1º turno                                           | -                                                                        | Cap. 69’                                                                 |
| 7-6-2024                                                                 | Maputo                                                                   | Mozambico                                                                | 2 – 1                                                                    | Somalia                                                                  | Qual. Mondiali 2026                                                      | -                                                                        |                                                                          |
| 6-9-2024                                                                 | Bamako                                                                   | Mali                                                                     | 1 – 1                                                                    | Mozambico                                                                | Qual. Coppa d'Africa 2025                                                | -                                                                        | Cap.                                                                     |
| 10-9-2024                                                                | Maputo                                                                   | Mozambico                                                                | 2 – 1                                                                    | Guinea-Bissau                                                            | Qual. Coppa d'Africa 2025                                                | -                                                                        |                                                                          |
| 15-11-2024                                                               | Maputo                                                                   | Mozambico                                                                | 0 – 1                                                                    | Mali                                                                     | Qual. Coppa d'Africa 2025                                                | -                                                                        |                                                                          |
| 19-11-2024                                                               | Bissau                                                                   | Guinea-Bissau                                                            | 1 – 2                                                                    | Mozambico                                                                | Qual. Coppa d'Africa 2025                                                | -                                                                        | Cap.                                                                     |
| Totale                                                                   |                                                                          | Presenze                                                                 | 69                                                                       |                                                                          | Reti                                                                     | 3                                                                        |                                                                          |

## Palmarès

### Club

#### Competizioni nazionali
- Moçambola: 1

Desportivo Maputo: 2006
- Coppa di Francia: 1

Rennes: 2018-2019